# Pacifisme

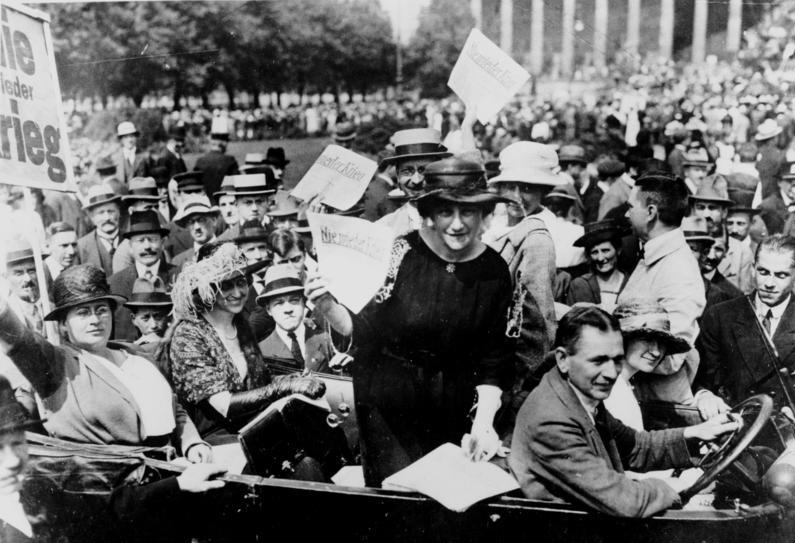
Pacifistes a Berlín, 1921

El pacifisme és l'oposició o la resistència a la guerra, al militarisme (incloent el reclutament forçós) o la violència. Cal subratllar que el pacifisme no nega ni rebutja el conflicte, sinó la violència.
Els seus inicis daten de l'any 1815, amb l'aparició de la Societat Nova York per la Pau, i a partir d'aquest any d'altres societats similars arreu d'Europa. A la segona meitat del segle xix el pacifisme va rebre una forta revitalització en passar a formar part de l'ideari dels partits socialistes de l'època. Després de la Segona Guerra Mundial, va ser el moviment pacifista el que va crear l'ONU. Al llarg del segle xx el pacifisme s'ha anat ampliant i definint, i actualment és més habitual referir-se a la no-violència.
En general rebutgen totes les teories de guerra justa. Es pot basar en principis filosòfics, ètics, morals (una visió deontològica) o en el pragmatisme (una visió conseqüencialista). El pacifisme de principis sosté que, en qualsevol circumstància, des de la guerra fins a la violència física interpersonal, la violència és moralment incorrecta. El pacifisme pragmàtic sosté que els costos de la guerra i de la violència interpersonal són tan importants que és millor trobar altres maneres de resoldre els conflictes que la violència.

## Història

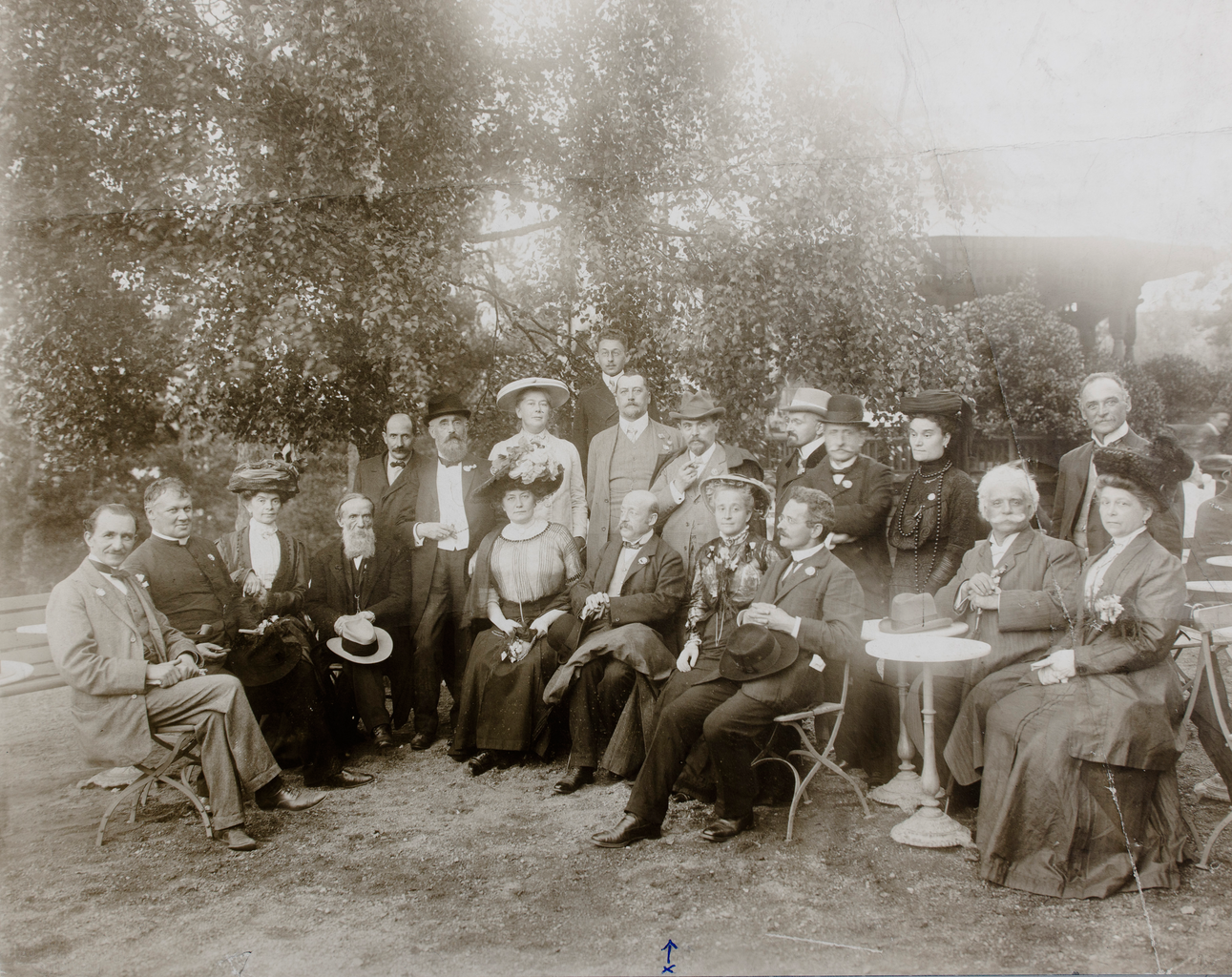
Congrés Universal per la Pau de 1910

### Orígens
El pacifisme és una doctrina que pretén mantenir la pau entre nacions i fer desaparèixer els conflictes internacionals. La pau és una postura que, encara que resulti indemostrable, convé suposar-la perquè existeixi la moral.
Entre el 350 i el 250 aC es va escriure a la Xina el llibre clàssic del taoisme: el Daodejing. En ell, el seu autor, Laozi, diu que les armes són sempre la causa de la desgràcia, i només s'han d'utilitzar com a últim recurs. I en cas de victòria, no hi hauria d'haver celebració. L'any 261 aC, a l'Índia, l'emperador Aixoka, commocionat per les atrocitats comeses pel seu exèrcit en la conquesta de la regió de Kalinga, va començar a predicar el pacifisme, renunciant a les guerres com a instrument de conquesta. Els seus ideals es van registrar en columnes de pedra i coves de tot l'Imperi Màuria.
Als territoris de tradició judeocristiana l'aparició del pacifisme es situa aproximadament entre el segle I i el segle IV quan els primers cristians es negaren a prendre les armes i exercir la violència, per a la qual cosa empraren una frase del sermó de la muntanya de l'Evangeli segons Mateu: "No resistiu el mal amb la força".

### El pacifisme modern
Els impulsos al pacifisme més forts i importants foren els d'alguns dels seus defensors al segle xx, com ara Mahatma Gandhi, Emma Goldman, Martin Luther King, Teresa de Calcuta i Rigoberta Menchú.
També foren importants les protestes contra la Guerra del Vietnam als Estats Units d'Amèrica, i els moviments a favor del desarmament nuclear durant la guerra freda.

## Context actual

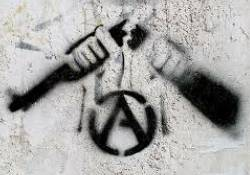
Grafit amb una arma trencada, símbol antimilitarista, i una A dins d'un cercle, de l'anarquisme.

Molts han pres el terme pacifista per denominar-se a si mateixos, tant persones que viuen en la inèrcia política i es neguen a ser part activa dels conflictes i l'empren com a justificatiu, així com grups de pacifisme reformista que intenten ignorar les contradiccions socials i que prediquen la pau entre tots sobre totes les coses d'una manera molt poc crítica. Aquí s'ubiquen els grups anomenats ecopacifistes, mobilitzacions pel civisme, etc.
Per un altre cantó, molts pacifistes que creuen en l'acció no violenta per fer canvis radicals (i fins i tot revolucions) i per afrontar els conflictes han pres els termes activista no violent, pacifista militant, etc., per subratllar la necessitat de l'acció, la realitat dels conflictes socials i la postura d'enfrontament contra estructures autoritàries d'una manera radical, duent a terme accions que poden incloure el boicot i el sabotatge, però no pas l'agressió a persones, i menys encara de manera mortal. Entre aquests, s'ubiquen els antimilitaristes i els anarcopacifistes, per exemple.

## Mitjans

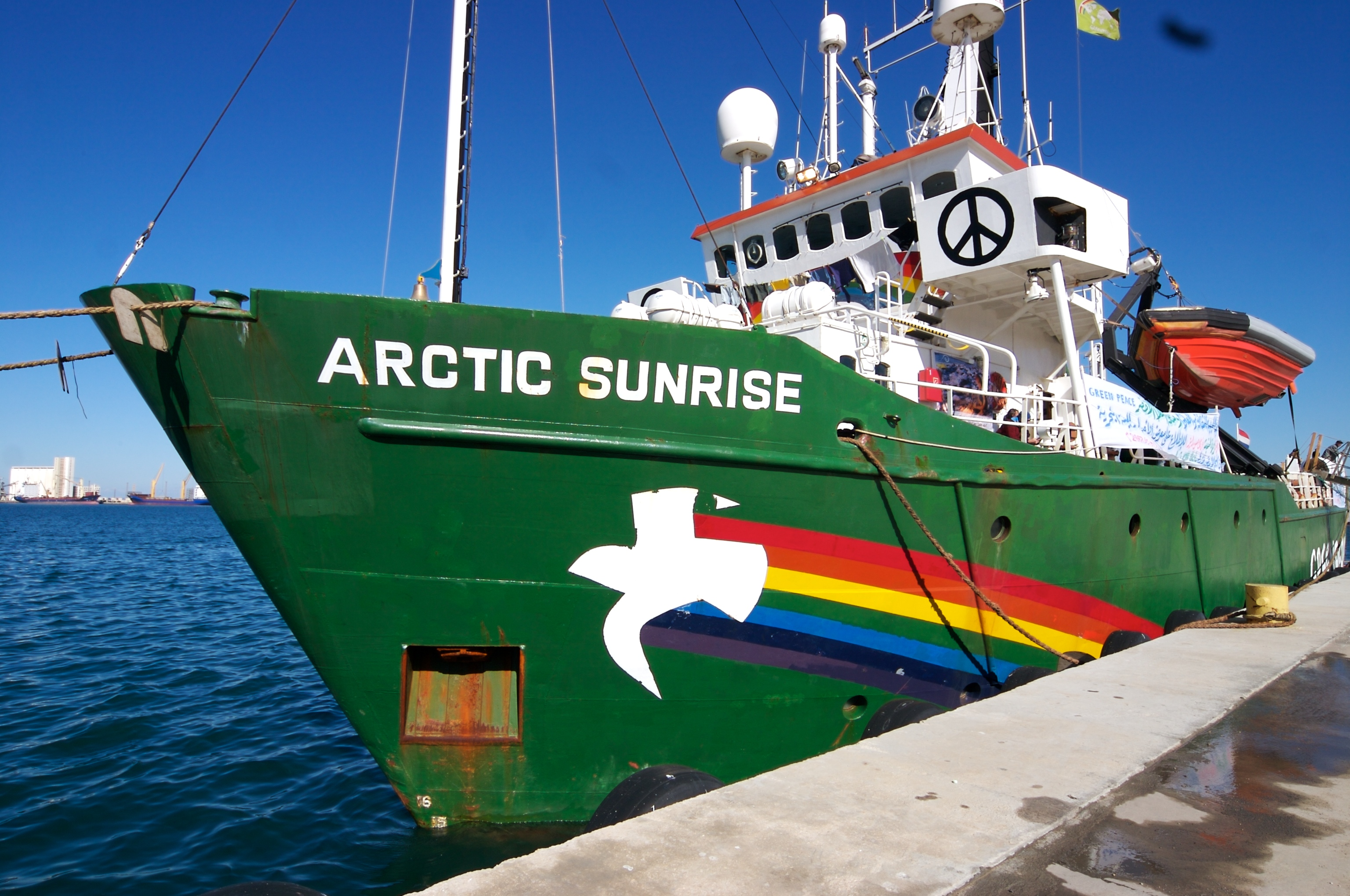
Un vaixell pacifista desafia les fronteres per portar ajuda (menjar, medecines, roba) a Líbia i donar visibilitat a la guerra.

Alguns dels mitjans de que es val el pacifisme a la recerca de les seves finalitats són la resistència no violenta, la diplomàcia, la desobediència civil, el boicot a entitats, l'objecció de consciència al servei militar, les campanyes de divulgació i l'educació per a la pau.

## Moviments relacionats

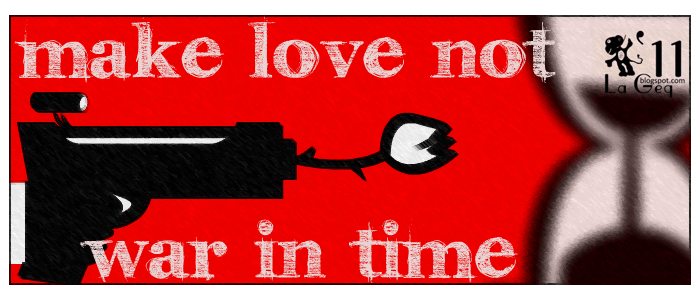
Un dels lemes més coneguts del moviment hippy dels anys 60 era "fes l'amor i no la guerra".

Alguns moviments que es poden considerar pacifistes o relacionats amb el pacifisme són:
- L'antimilitarisme, oposat a les forces armades, i l'antibel·licisme, oposat a les guerres.
- La no-violència és un moviment més ampli que inclou el pacifisme, l'antimilitarisme i a més qualsevol altra forma de violència i opressió.[2]
- El feminisme i l'ecologisme, que conjuntament amb el pacifisme, van conformar un moviment únic que va néixer als anys 60 i anomenat aleshores amb l'expressió "nous moviments socials".[8]
- El moviment antisistema és un moviment de moviments fill dels nous moviments socials i que inclou el pacifisme.[8]
- L'anarquisme és un moviment pacifista. D'altra banda, la concepció més actual de pacifisme constructiu, o de no-violència, comparteix amb l'anarquisme l'oposició a qualsevol mena de violència i opressió, proposant alternatives més horitzontals i igualitàries, on tothom té el mateix valor.[2]
- Les organitzacions en defensa dels drets dels animals, com Igualtat Animal.
- L'internacionalisme, incloent altres moviments com el moviment escolta o escoltisme internacionalista.[1]
- El moviment esperantista.[9][10]
- La lluita contra la proliferació d'armes i les mines antipersona.
- Les manifestacions mundials contra la guerra de l'Iraq.
- Les associacions ciutadanes com ara Gest per la Pau.
- Les organitzacions en defensa dels drets humans com Amnistia Internacional.
- El Dia Escolar de la No-violència i la Pau (DENIP).

## Pacifistes
Categoria principal: Pacifistes

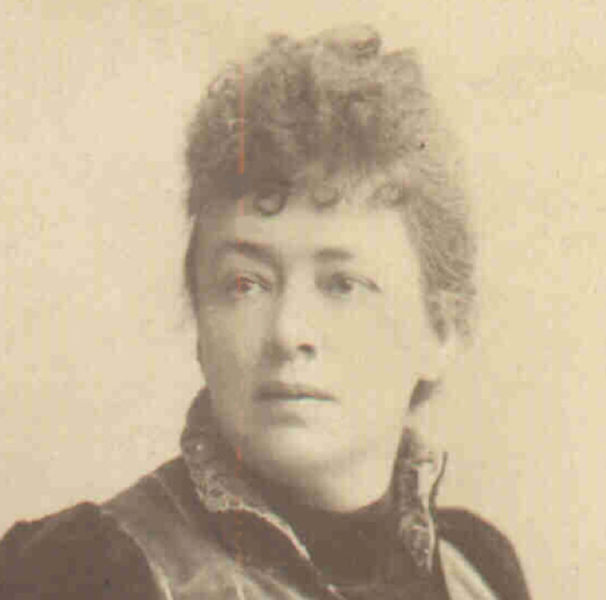
La pacifista Bertha von Suttner

Aquesta és una llista d'algunes persones que per algun motiu han estat considerades pacifistes per alguna societat o cultura.

### Entitats internacionals

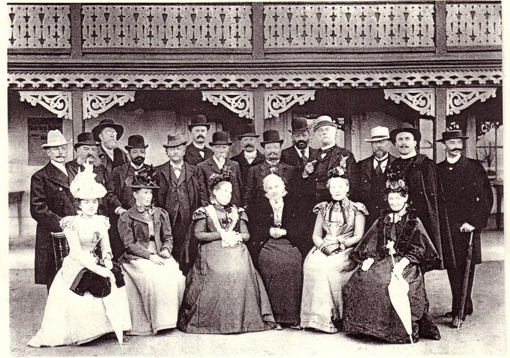
Oficina Internacional de la Pau

A continuació, exposem una llista d'institucions a les quals se'ls ha atorgat un Premi Nobel de la Pau:
- L'Institut de Dret Internacional Públic (1904) pels seus estudis sobre la neutralitat.
- L'Oficina Internacional de la Pau, el 1910, pels seus esforços destinats a assolir l'arbitratge internacional.
- El Comitè Internacional de la Creu Roja el 1917 pels serveis prestats durante la Primera Guerra Mundial, el 1944, pels serveis durant la Segona Guerra Mundial i el 1963 per les tasques en pro de l'alleujament del sofriment al món sencer.
- L'Oficina Internacional Nansen per als Refugiats (1938), per les tasques en ajuda dels refugiats russos i alemanys.
- El Friends Service Council (del Regne Unit) i l' American Friends Service Committee (dels EUA) el 1947, per les seves activitats d'ajuda.
- L'Alt Comissionat de Nacions Unides per als Refugiats (ACNUR), el 1954, per la protecció i ajuda d'emergència per als refugiats, i el 1981 per l'ajuda als refugiats.
- L'UNICEF (United Nations Children's Fund o Fons de les Nacions Unides per a la Infantesa), el 1965, per les seves activitats d'ajuda internacional per als nens.
- L'Organització Internacional del Treball, OIT, el 1969, pels serveis d'àmbit internacional durant 50 anys.
- Amnistia Internacional el 1977, pel treball en pro dels presoners polítics.
- L'Associació Internacional de Metges per a la Prevenció de la Guerra Nuclear, el 1985, per les tasques en favor de la fi definitiva de les proves nuclears.
- Les Forces de Pau de les Nacions Unides (1988), pel seu paper fonamental en la reducció de tensions un cop signat un armistici.
- Conferència Pugwash sobre ciències i Assumptes Mundials per les tasques en favor de l'abolició de les proves nuclears i del desarmament.

### A Espanya i els països catalanoparlants

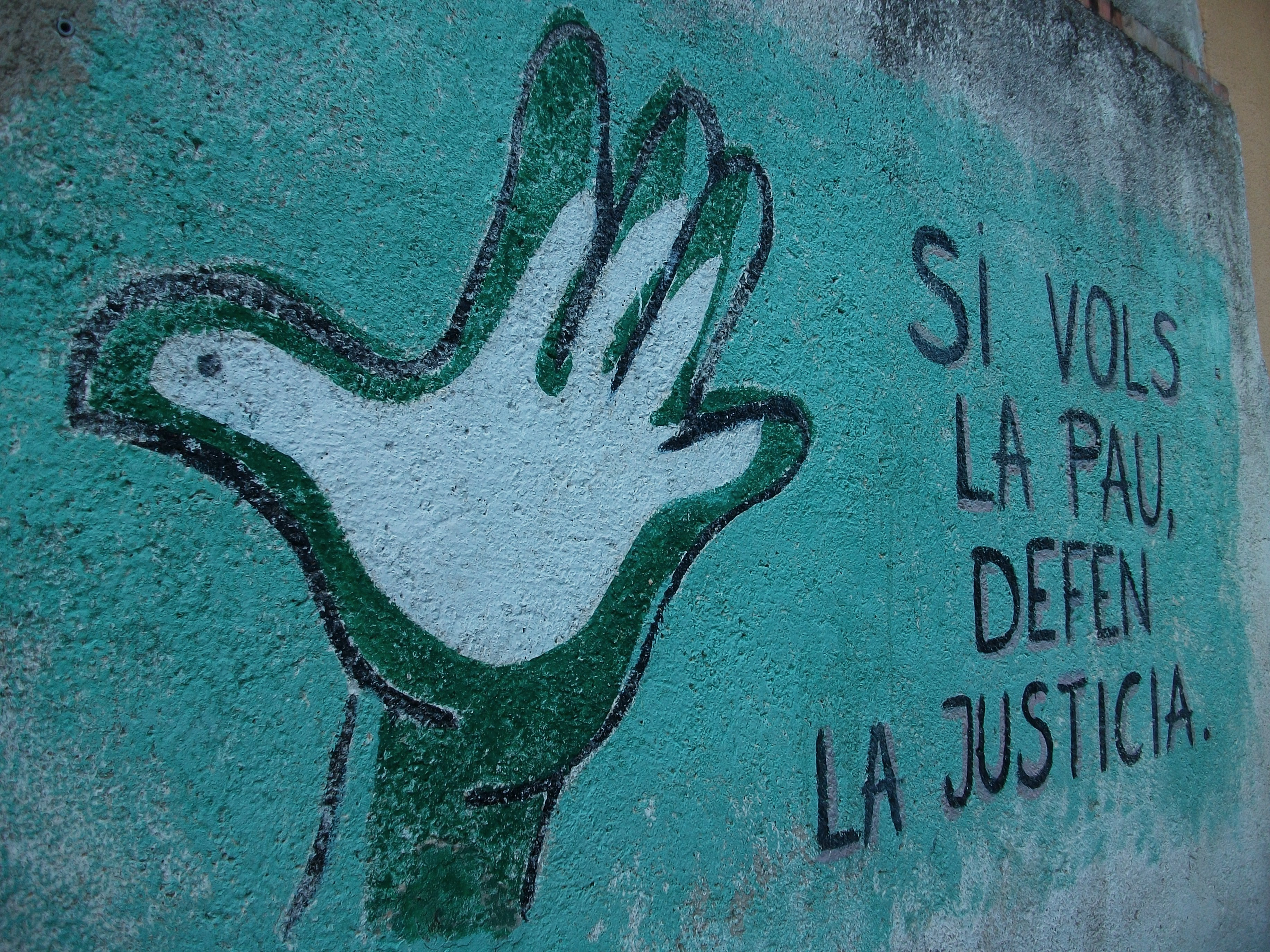
Mural a Altpatró

- L'Institut Català Internacional per la Pau va ser creat en 2007 pel Parlament de Catalunya, com a desplegament del previst a la Llei de Foment de la Pau, per a promoure la cultura de la pau i la resolució pacífica a Catalunya i al món. Es dedica a la recerca, formació i difusió de temes relacionats amb la pau.[11]
- Justícia i Pau és una associació de dret canònic de l'arxidiòcesi de Barcelona, que actua a Catalunya des de l'any 1968, i que té per finalitat la promoció i defensa dels drets humans de les persones i els pobles, la justícia social, la pau i el desarmament, la solidaritat i la protecció del medi ambient. Es dedica a editar informes, materials pedagògics i exposicions, a impartir conferències i a participar en els mitjans de comunicació.[8][12]
- Fundació per la Pau és una associació amb seu a Barcelona que té realitza campanyes de sensibilització social i edita publicacions de divulgació sobre temes d'educació amb el fi de promoure la pau i la no-violència, així com la desaparició progressiva de la violència estructural.[13]
- La Universitat de Barcelona convoca anualment un Premi de Recerca per a la Pau.[14]

Algunes entitats van existir al segle xx però no actualment, sovint perque han evolucionat en altres objectius o perque han perdut sentit. Per exemple, Gest per la Pau va ser una organització que, de 1985 fins a 2013, va treballar en l'àmbit de la pau i del respecte dels drets humans a l'àmbit específic de la violència generada a Euskal Herria. En 1995 va guanyar el premi per la pau de les Nacions Unides Espanya. A Catalunya, als anys 70 va ser força important el Moviment d'Objecció de Consciència, MOC. El GANVA-GAMBA (Grup d'Acció directa No Violenta Anti-otan, més tard Grup d'Acció directa No Violenta Antimilitarista; i Grup Anti-Militarista de BArcelona) va fer accions oposant-se a les bases militars estatunidenques i a l'ingrés d'Espanya a l'OTAN des de 1978. El Mili KK era un grup pacifista que es va centrar especialment a abolir el servei militar obligatori a l'Estat Espanyol. Les Dones Antimilitaristes, DOAN, és un exemple de les nombroses organitzacions feministes i pacifistes que van tenir gran influència social a l'Espanya dels anys 80.

## Cultura pacifista

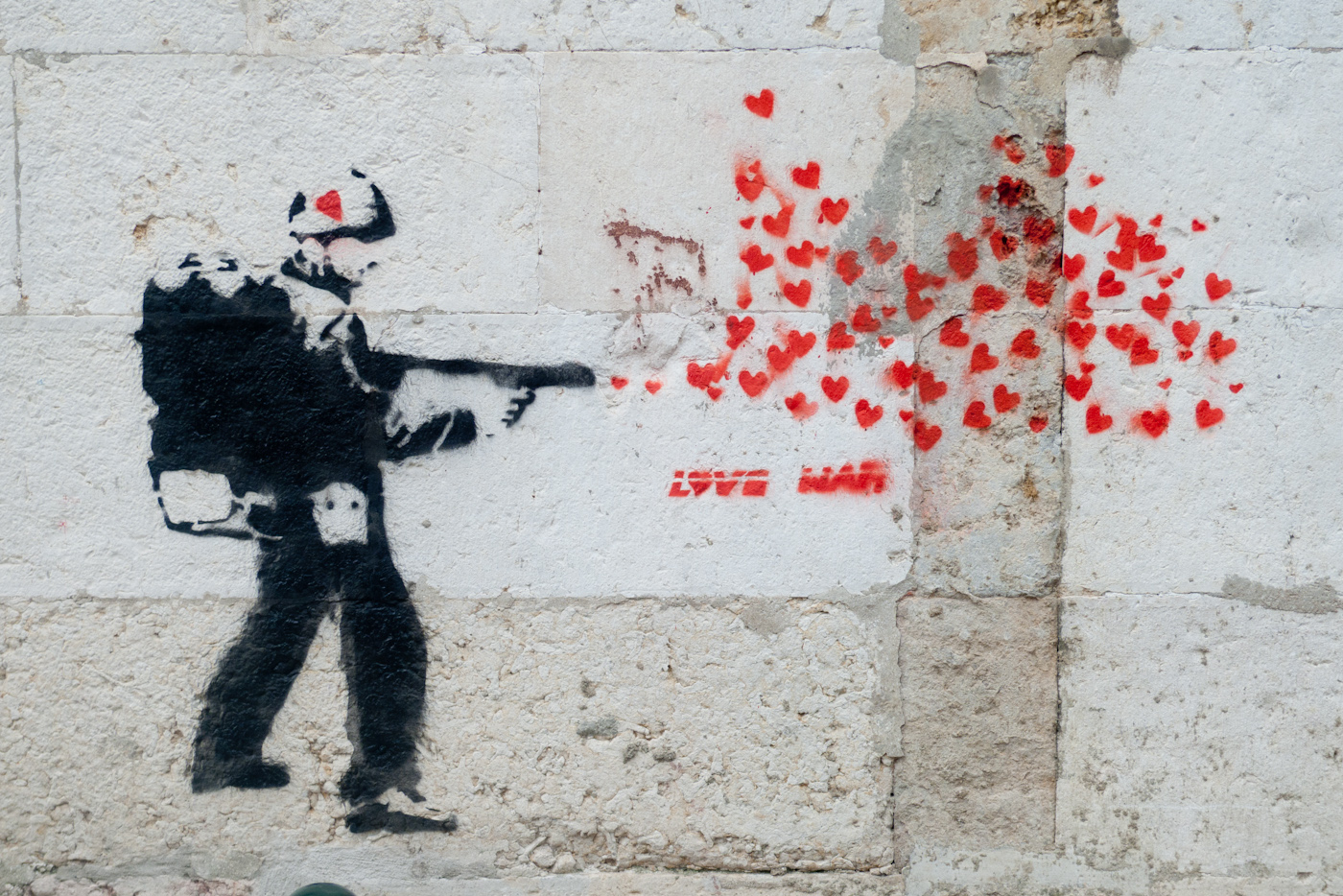
Mural pacifista a Lisboa, 2011

Hi ha artistes i moviments artístics que han volgut utilitzar la seva obra per a promoure el pacifisme. L'art d'acció, que va néixer amb els nous moviments socials, n'està ple d'exemples. A Catalunya, per exemple, la revista pacifista i antimilitarista La puça i el general, publicada per GANVA, va ser molt influent als anys 80 del segle xx. La cançó Al vent (1959) de Raimon es considerada pacifista.